# Hans Visell
Hans Persson Visell, född den 25 oktober 1859 i Lilla Isie socken, Malmöhus län, död den 5 september 1933 i Malmö, var en svensk präst.
Visell avlade teoretisk teologisk examen vid Lunds universitet 1885 och praktisk teologisk examen där 1886. Han  prästvigdes för Lunds stift samma år, blev kyrkoadjunkt i Malmö Sankt Pauli församling 1889, kyrkoherde i Igelösa pastorat 1890 och i Malmö Sankt Pauli 1895. Visell blev emeritus 1932. Han var prost honoris causa. Visell var ledamot av Malmö stadsfullmäktige 1899–1914, ordförande i Malmö stads folkskolestyrelse 1904–1921 och i Lunds missionssällskaps styrelse 1897–1922. Han publicerade predikningar samt uppsatser i tidningar och kalendrar. Visell blev ledamot av Nordstjärneorden 1910. Han är begravd på Sankt Pauli mellersta kyrkogård i Malmö.